# San Adrián de Valdueza
San Adrián de Valdueza es una localidad del municipio de Ponferrada, situado en El Bierzo, en la provincia de León (España).
El pueblo había sido abandonado en 1974, junto con otros pueblos del entorno, pero San Adrián de Valdueza ya no continúa deshabitado.

## Situación
Se encuentra en un pequeño valle, que comunica mediante un camino de tierra con Villanueva de Valdueza, donde conecta con la carretera procedente Ponferrada.
Es un entorno conocido por sus rutas de montaña, dentro del espacio cultural e histórico de la Tebaida leonesa. 
- Datos: Q6118241